# Saratov
Saratov (ryska: Сара́тов) är en stad i sydvästra Ryssland, och är administrativ huvudort för Saratov oblast samt generalguvernementet Privolzjskij. Den ligger på västra sidan av floden Volga och har cirka 840 000 invånare. Namnet kommer från tatariska sara' och tau' som betyder gult berg. Staden grundades 1590. 
Staden har ett eget universitet som är ett av de äldsta i Ryssland, många högskolor samt viktiga kemiska, byggmateriella, maskin-, flyg-, vitvaru- samt livsmedelsindustrier. Den har också en internationell flygplats, väsentligt järnvägscentrum och större varv. Saratov har broförbindelse med staden Engels, oblastets näst största stad, på andra sidan Volga.
Saratov är Nikolaj Tjernysjevskijs hemstad.

## Administrativ indelning
Saratov är indelat i sex stadsdistrikt. 
| Stadsdistrikt | Invånarantal 9 oktober 2002 | Invånarantal 14 oktober 2010 | Invånarantal 1 januari 2015 |
| ------------- | --------------------------- | ---------------------------- | --------------------------- |
| Frunzenskij   | 49 651                      | 49 586                       | 49 282                      |
| Kirovskij     | 138 804                     | 128 825                      | 132 143                     |
| Leninskij     | 275 219                     | 269 994                      | 273 366                     |
| Oktiabrskij   | 128 290                     | 122 027                      | 124 431                     |
| Volzjskij     | 82 913                      | 77 685                       | 71 190                      |
| Zavodskoj     | 198 178                     | 189 783                      | 191 685                     |
| TOTALT        | 873 055                     | 837 900                      | 842 097                     |

Staden täcker en yta på 381,97 km², varav den bebyggda arealen uppgick till 93,75 km² i början av 2008.